# Avro Curtiss-type
Die Avro Curtiss-type war ein  einsitziges Doppeldecker-Flugzeug des englischen Herstellers Avro.

## Allgemeines
In der Anfangszeit des Unternehmens stellte Avro nicht nur eigenentwickelte Konstruktionen her, sondern baute auf Wunsch auch Maschinen nach dem Muster von Konkurrenzflugzeugen.
So entstand im Sommer 1910 auf Bestellung zunächst ein Flugzeug nach dem Muster der Farman-Maschinen für einen Geschäftsmann aus Bolton. Diese Maschine wurde jedoch von einem Avro-Motor angetrieben, genau wie die Maschine einer jungen Dame aus Belfast, die für ihre Eigenkonstruktion von Avro mit Teilen versorgt wurde.
Im Jahr 1911 stellte Avro auf Wunsch eines Captain Wakefield eine Maschine nach dem Baumuster des US-amerikanischen Flugzeugbauers Glenn Curtiss her, schon im Äußeren gänzlich abweichend von den üblichen Avro-Konstruktionen: mit Ober- und Unterflügeln unterschiedlicher Spannweite.
Die Maschine, angetrieben von einem ca. 37 kW (ca. 51 PS) leistenden Gnome-Motor, wurde im Werk in Manchester gefertigt und zum Werksgelände nach Brooklands gebracht, wo sie am 19. Juni 1911 zum Erstflug startete und dort eingeflogen wurde.
Am 7. Juli 1911 wurde das Flugzeug zerlegt, zum Windermere, dem größten See Englands, gebracht und dort von Capt. Wakefield zum ersten echten Wasserflugzeug Englands umgebaut, wenn man einmal von den kurzen Versuchen mit der Avro Type D absieht. Der erste Wasserstart erfolgte am 25. November 1911. In der Folgezeit wurde die Maschine in der Öffentlichkeit schnell bekannt und erhielt den Spitznamen „Lakes Water Bird“.
Es folgten viele erfolgreiche Flüge mit dem Wasservogel, die ein jähes Ende in der Nacht auf den 30. März 1912 fanden, als ein Sturm den Hangar mitsamt Flugzeug zerstörte; die Schäden an dem Flugzeug waren irreparabel. Einige Teile der Maschine befinden sich heute noch im Familienbesitz der Wakefields in Windermere.
Die Luftschraube fand bei der „Water Hen“ Verwendung, ein Flugzeug, das Capt. Wakefield Ende 1912 aufbaute.

## Aufbau
Die Avro Curtiss-type war ein zweistieliger Doppeldecker mit einem unbespannten Rumpf, der zu Bug und Heck spitz auslief. Die Tragflächen bestanden aus einer bespannten Holzkonstruktion. Das Fahrwerk bestand aus einem etwa 3,65 m langen Zentralschwimmer aus Mahagoni sowie 2 zylindrischen Stützschwimmern, angebracht an den Flügelenden der unteren Tragfläche.

## Technische Daten
| Kenngröße             | Daten                                       |
| --------------------- | ------------------------------------------- |
| Besatzung             | 1                                           |
| Länge                 | 11,10 m                                     |
| Höhe                  | 2,84 m                                      |
| Spannweite            | obere Fläche: 12,50 m untere Fläche: 9,75 m |
| Flügelfläche          | obere Fläche: 33,91 m²                      |
| Leermasse             | ca. 345 kg                                  |
| Startmasse            | ca. 513 kg                                  |
| Antrieb               | ein Gnome-Motor; ca. 37 kW (ca. 51 PS)      |
| Höchstgeschwindigkeit | ca. 72 km/h                                 |
| Gipfelhöhe            | ca. 245 m                                   |